# Anna Teresa Pietraszek
Anna Teresa Pietraszek (ur. 10 lipca 1951 w Warszawie) – polska reżyser, dokumentalista, operatorka, fotograf, dziennikarka, taterniczka i alpinistka.
Reżyser zrealizowała ponad 190 filmów dokumentalnych i reportaży filmowych w latach 1977–2011. Specjalizuje się w tematyce górskiej sportowej, historycznej, afgańskiej, wojskowej, bezpieczeństwa narodowego, religijnej, społecznej.

## Życiorys
Anna T. Pietraszek jest dyplomowanym reżyserem dokumentalistą i operatorką, ukończyła studia w Instytucie Dziennikarstwa Uniwersytetu Warszawskiego. W 1993 uzyskała też dyplom Studium Operacyjno-Strategicznego Akademii Obrony Narodowej. Na zaproszenie NATO była uczestniczką kursów dziennikarskich w Pentagonie w Waszyngtonie, w Norfolk i Kopenhadze.
Pietraszek uczestniczyła w szeregu polskich wypraw wysokogórskich w Hindukuszu w Afganistanie i Pakistanie (1973, 1975, 1976, 1978), w Himalajach w Nepalu i Indiach (1988) oraz Karakorum. W 1973 relacjonowała wyprawę wysokogórską do Afganistanu na łamach miesięcznika „Foto”. Rozpoczęła też publikowanie na łamach „Kontynentów”, „Poznaj Świat”, „Czasu”, „Przyjaciółki” i „Płomyka”. W latach 1982–1986 na stałe związana z miesięcznikiem „Foto”.
Początkowo samodzielnie realizowała reportaże filmowe z krajów, w których przebywała, sama robiąc zdjęcia, montując materiały i rejestrując komentarze autorskie. Od 1987 współpracowała z innymi filmowcami. W latach 2002–2005 realizowała filmy dla Telewizji Polskiej, m.in. w: Kongo, Rwandzie, Afganistanie, Mongolii, Iranie i Indiach. W latach 1991–1994 dokumentalistka zrealizowała 45 wydań programu telewizyjnego Raport o zagrożeniach, dotyczącego budowy struktur bezpieczeństwa narodowego w Polsce. Aktywnie uczestniczyła w tworzeniu katolickiej Telewizji Trwam. Od 2003 współpracuje z tym medium, szkoląc studentów i młodych pracowników. Prowadzi zajęcia z reportażu i dokumentalistyki filmowej. W różnych okresach była członkinią rad programowych Polskiego Radia i warszawskiego oddziału TVP, recenzentką Polskiego Instytutu Sztuki Filmowej, członkinią Obywatelskiej Komisji Etyki Mediów.
W latach 2007–2011 pracując dla Instytutu Pamięci Narodowej, zorganizowała zespół odpowiedzialny za rejestrowanie i opracowywanie materiałów z rozmów ze świadkami historii Polski, szkoliła młodych filmowców. W 2011 Pietraszek zawiesiła współpracę z Telewizją Polską. Dziennikarka publikowała również na łamach „Gościa Niedzielnego” i „Naszego Dziennika”. Jej teksty ukazały się też w miesięczniku „W Sieci Historii”.
W 2000 dokumentalistka i operatorka założyła Fundację Parvane dla pomocy kobietom ofiarom wojny w Afganistanie. Działalność społeczna nagradzanej na szeregu festiwalach filmowych dziennikarki obejmowała lub obejmuje również branie czynnego udziału w następujących organizacjach i stowarzyszeniach:
- Polski Klub Górski (od 1970)
- Komitet Ochrony Praw Dziecka
- Stowarzyszenie Filmowców Polskich (sekcja w TVP)
- International Police Association (członkostwo honorowe)
- Katolickie Stowarzyszenie Dziennikarzy (wiceprezes)[3]
- Mazowieckie Stowarzyszenie Historyczne „Exploratorzy.pl”[4]
- Stowarzyszenie Przyjaciół Ojca Mariana Żelazka (wiceprezes)[5]
- Fundacja „Golgota Wschodu” (członek zarządu)
- wspólnota modlitewna Misjonarze bł. ks. Jerzego Popiełuszki (inicjatorka)[6]
- Stowarzyszenie naukowców-patriotów katolickich „Fides et Ratio”
- członkostwo honorowe Polskiego Związku Alpinizmu , 2023.

Film Najtrudniejsza ściana z 1989 był nagrodzony na Międzynarodowych Festiwalach Filmów Górskich w Czechosłowacji i Indiach.
Grand Prix w Czechach za film W cieniu Everestu, o Wandzie Rutkiewicz, Grand Prix w Lądku Zdroju za ten sam film - 1998.
I nagroda festiwalu w Niepokalanowie - nagroda Prezesa TVP, za film Niepotrzebny świadek, 2000.
Nagroda Specjalna od Prezydenta RP Lecha Kaczyńskiego za film 6000 km śladami polskiej męki , 2007.
i in.

## Nagrody
- Medal im. Mahatmy Gandhiego[7]
- Złoty Medal „Za zasługi dla obronności kraju” (MON)
- Złoty Krzyż Zasługi Światowej Federacji Stowarzyszeń Polskich Kombatantów w 1995 z rąk Prezydenta na Uchodźstwie Ryszarda Kaczorowskiego
- Złoty Krzyż Zasługi dla Kościoła i Narodu Polskiego (prymas Polski kard. Józef Glemp)

## Filmografia
- Mały świat Kalaszów (1977)
- Lahore, miasto meczetów (1977)
- Tak daleko do szczytu (1978 z wyprawy na Tiricz Mir)
- Misja (1986, o o. Marianie Żelazku SVD)
- Najtrudniejsza ściana (1989 z wyprawy na Bhagirati II)
- Zniewolone góry (1989)
- Nanda Devi, bogini zwycięstwa (1989)
- Doktryna obronna (1991)
- Pielgrzym pojednania (1993, o ks. Zdzisławie Peszkowskim)
- Śledztwo w Miednoje (1995)
- Głód miłości (1998)
- Ambasador trędowatych (1998)
- Żona Araba (1998)
- Każdy dzień święty Ojca Rydzyka (1998)
- Niepotrzebny świadek (2000)
- Papież śpiewa po polsku (2000)
- Andrzej Zawada.Ostatnia rozmowa [2000]
- Cud Prawdy, o ks. Jerzym Popiełuszce {udział: jedyny świadek W.Chrostowski i Matka ks. Jerzego i in.] [2000]
- Świadek (2001, o abp. Kazimierzu Majdańskim)
- Za cenę życia (2001, o himalaistce Dobrosławie Miodowicz)
- Afganistan,moja miłość [2002]
- Chłopcy z bazy Bagram [2002]
- Motyle z gór Hindukuszu [2003]
- Podróże z Caritas Polską – Afganistan, Iran, Mongolia, Rwanda/Kongo, Indie (2003)
- Zawód: Prymas Polski (2007)
- Polskie orlęta na pakistańskim niebie (2008)
- Taśmy prawdy (2010)
- Znaki anioła (2011)
- Orłem być, o I-ej Polskiej Wyprawie w Himalaje, Nanda Devi, 1939 r. [2014]

Anna T. Pietraszek jest autorką książki pt. Freedom Under The Pakistani Sky, wyd. Impresje.net, 2023